# Улица Тимура Фрунзе (Москва)
У́лица Тиму́ра Фру́нзе (с XVIII века по 1965 год — Тёплый переу́лок) в районе Хамовники ЦАО Москвы проходит параллельно Садовому кольцу от Фрунзенской набережной до Зубовской улицы. К ней примыкают с западной (нечётной) стороны улица Россолимо, с восточной (чётной) — Зубовский проезд, Дашков переулок, а также превратившиеся во внутриквартальные проезды Большой и Малый Чудов переулки.

## Происхождение названия
Названа в год 20-летия победы в Великой Отечественной войне в память Героя Советского Союза Т. М. Фрунзе (1923—1942), сына советского военачальника М. В. Фрунзе. Прежнее название, Тёплый переулок, происходило от располагавшихся здесь в XVIII веке бань.

## Примечательные здания и сооружения

### По нечётной стороне
- № 1/2 — Храм Николая Чудотворца в Хамовниках (конец XVII века)
- № 3 — Ахлебаевский странноприимный дом (1849—1850, архитектор Михаил Быковский).
- № 3 стр. 3, 4, № 11 стр. 15 — двухэтажная застройка XIX века. За ней — средняя школа № 588.
- № 11 — бывшая Шёлко-ткацкая фабрика с красильной К. О. Жиро (начало XX века, архитектор Роман Клейн)[1]. В советское время — шёлковый комбинат «Красная Роза», строения которого были перестроены под офисы в 2000-х годах. Включал в себя пережившую пожар 1812 года деревянную усадьбу Всеволожских (строение 56), где жил владелец фабрики Клод-Мари Жиро (1806—1840). Здесь размещалось значимое собрание живописи и предметов искусства (коллекция Жиро). В 1901 году усадебный дом перестроен архитектором Р. И. Клейном. В 2008 г. старейший деревянный дом Москвы был снесён и замещён муляжом из оцилиндрованного бревна[2][3]. В здании расположен головной офис группы компаний «АФГ Националь».

### По чётной стороне
- № 8/5 — доходный дом Е. Н. Свешниковой (1903, архитектор Карл Гиппиус).
- № 10 — доходный дом Балдиной, 1912, арх. Леонид Херсонский. Несмотря на вековой возраст, здание находилось в нормальном состоянии, однако статус объекта культурного наследия не получало. В 2018 году совет муниципальных депутатов округа Хамовники направил письмо президенту России, с копиями в Министерство культуры, Прокуратуру, Следственный комитет, Совет Президента и прочие инстанции, обращая внимание, что здание пытаются довести до аварийности ради сноса[4]. В 2020 году московские власти решили снести дом, чтобы построить на его месте здание по программе реновации. При попытке проголосовать против на портале «Активный гражданин» горожане получали отказы[5][6]. Отрицательные отзывы горожан о проекте сноса дома были отмечены как «не рекомендованные к учёту» в итоговом заключении Городской градостроительной комиссии[7].
- № 16 — ЦНИИ стоматологии и челюстно-лицевой хирургии.
- № 18 — доходный дом (1912, архитектор Дмитрий Челищев)
- № 20 — собственный доходный дом архитектора Карла Гиппиуса (1901, архитектор К. К. Гиппиус). В 1917—1918 годах в доме размещалась Белорусская народная громада (бел.), организация белорусов в России[8].
- № 22/2 — доходный дом (1901, архитектор Александр Бирюков).
- № 32 — деревянный жилой дом (одноэтажный с мезонином), перв. пол. XIX века, 1883 г.
- № 34 — жилой дом. Здесь с конца 1970-х годов жил литературовед Владимир Щербина[9].